# Voie ferrée d'interêt local
I Frankrig er en voie ferrée d'interêt local (VFIL: "Jernbane af lokal interesse") en sekundær jernbanestrækning oprettet af en lokal administrativ enhed, der er oprettet for at betjene tyndt befolkede områder. Disse områder var ikke økonomisk rentable for de store jernbaneselskaber, der opererede på profitbasis.
Den første VFIL blev opført i 1859, og omkring århundredskiftet havde disse strækninger deres højdepunkt, så der i 1913 var 17.653 km baner. Opførelserne foregik i en periode ret anarkistisk, så det blev nødvendigt med lovgivning på området, hvilket skete i 1913, hvor også VFIL-navnet blev fastsat. Toppen af disse strækninger blev nået i 1928, hvor der 20.291 km skinner. 
Under 2. verdenskrig og i årene efter blev VFIL-linjerne hurtigt af mindre betydning, og snart blev de lukket i hobetal. Nu om dage er der kun nogle få VFIL-linjer tilbage, ofte i form af veterantogstrækninger, blandt andet Réseau Albert i Somme.